# Концевенко, Кристина Геннадьевна
Кристина Геннадьевна Концевенко (бел. Крысціна Генадзеўна Канцавенка; род. 18 августа 2001 года, Гомель) — белорусская легкоатлетка, специализирующаяся в прыжках с шестом. Чемпионка Белоруссии 2021 года. Двукратная чемпионка Белоруссии в помещении (2020, 2021).

## Биография
Родилась 18 августа 2001 года в Гомеле. Окончила факультет физической культуры Гомельского государственного университета имени Франциска Скорины.

## Карьера
С 2017 года участвует в международных соревнованиях. В 2018 году стала бронзовым призёром летних юношеских Олимпийских игр.
Обладательница рекордов Беларуси среди юниоров и молодёжи.

### Основные результаты
| Год  | Соревнования                                       | Место проведения        | Место | Результат            |
| ---- | -------------------------------------------------- | ----------------------- | ----- | -------------------- |
| 2017 | Летний Европейский юношеский Олимпийский фестиваль | Дьёр, Венгрия           | 8     | 3,60 м               |
| 2018 | Чемпионат Европы среди юношей                      | Дьёр, Венгрия           | 3     | 4,00 м               |
| 2018 | Летние юношеские Олимпийские игры                  | Буэнос-Айрес, Аргентина | 3     | 7,72 м (3,75 + 3,97) |
| 2019 | Чемпионат Европы среди юниоров                     | Бурос, Швеция           | 4     | 4,16 м               |
| 2021 | Чемпионат Европы среди молодёжи                    | Таллин, Эстония         | 10    | 4,05 м               |